# Râul Izvorul Dealului
Râul Izvorul Dealului este un curs de apă, afluent al Râului Neajlov. 